# Marija Nikolaevna Fёdorova
Marija Nikolaevna Fёdorova (Velikie Luki, 29 dicembre 1920 – Mosca, 20 dicembre 1968) è stato un regista sovietico.

## Filmografia parziale

### Regista
- Stučis' v ljubuju dver' (1958)
- Bol'šie i malen'kie (1963)
- Dal'nie strany (1964)
- Takoj bol'šoj mal'čik (1967)